# Topolino pescatore di frodo
Topolino pescatore di frodo (Fishin' Around), conosciuto in Italia col titolo della riedizione Gita a pesca o Topolino pesca guai, è il titolo di un cortometraggio di Topolino del 1931.
Uscì il 14 settembre 1931.

## Trama
Topolino va a pescare con Pluto nello stagno. Sbatte in un cartello con scritto "Divieto di pesca" ma se ne infischia, lo getta via e comincia a pescare. Dopo alcuni insuccessi sembra che Topolino riesca a prendere qualcosa, ma proprio in quel momento giunge la polizia.